# Église de Kalajoki
L'église de Kalajoki (en finnois : Kalajoen kirkko) est une église luthérienne située à Kalajoki en Finlande.

## Architecture
Conçue par Frans Wilhelm Lüchow la première église en briques rouges est construite entre 1876 et 1879.
Elle offre 1300 places assises et sa surface au sol est de 988 m2
À l'origine l'église est de style néogothique et a trois nefs.
Un incendie détruit l'édifice le 16 février 1930.
Le bâtiment est reconstruit en 1930-1931 et inauguré le 15 février 1931.
Les plans de la nouvelle église sont de Wäinö Gustaf Palmqvist.
Le retable peint par Adolf von Becker en 1887 représente la résurrection du Christ.
Les orgues à 27+1 jeux sont fabriquées en 1931 par la fabrique d'orgues de Kangasala. 
Dans le clocher séparé, conçu en 1815 par Anton Wilhelm Arppe, il y a deux cloches datant de 1813 et de 1830.